# Ожика рыжеватая
Ожика рыжеватая (лат. Luzula rufescens) — вид цветковых растений рода Ожика (Luzula) семейства Ситниковые (Juncaceae).

## Распространение и экология
В природе ареал вида охватывает северные районы Центральной Азии и Дальний Восток России.
Произрастает в лесах.

## Ботаническое описание
Многолетнее, рыхло-дернистое растение. Стебли тонкие, высотой 10—30 см выс, высоко облиственные, у основания одетые ржаво-красными влагалищами.
Листья плоские, линейные, шириной 2—3 (до 4) мм, по краю книзу рассеянно волосистые, быстро заострённые, мозолисто-затуплённые.
Соцветие простое, зонтиковидное, с немногими слабо ветвящимися веточками, прицветный лист в два и более раза короче околоцветника. Листочки околоцветника равные или немного неравные, ланцетные, наружные — вытянуто-заострённые, плоские, внутренние— килеватые, туповатые, соломенно-жёлтые, по спинке рыжеватые, по краю бело-перепончатые. Тычинки в числе шести, длиной около 2 мм, пыльники немного длиннее нитей.
Плод — трёхгранно-яйцевидная коробочка, длиной 2,5—4 мм, соломенно-жёлтая, почти равная околоцветнику или длиннее его, с коротким шипиком. Семена яйцевидные, длиной 2—2,5 мм, бледно-каштановые, с беловатым изогнутым придатком, на треть короче семени.
Плодоношение в мае — июне.

## Таксономия
Вид Ожика рыжеватая входит в род Ожика (Luzula) семейства Ситниковые (Juncaceae) порядка Злакоцветные (Fagales).
|  |                                      |  |                                                             |                                                             |                      |  | ещё 15 семейств (согласно Системе APG II) | ещё 15 семейств (согласно Системе APG II) |                     |  |  |  | ещё около 140 видов |
|  |                                      |  |                                                             |                                                             |                      |  | ещё 15 семейств (согласно Системе APG II) | ещё 15 семейств (согласно Системе APG II) |                     |  |  |  | ещё около 140 видов |
|  |                                      |  |                                                             | порядок Злакоцветные                                        |                      |  |                                           |                                           | род Ожика           |  |  |  |                     |
|  |                                      |  |                                                             | порядок Злакоцветные                                        |                      |  |                                           |                                           | род Ожика           |  |  |  |                     |
|  | отдел Цветковые, или Покрытосеменные |  |                                                             |                                                             | семейство Ситниковые |  |                                           |                                           | вид Ожика рыжеватая |  |  |  |                     |
|  | отдел Цветковые, или Покрытосеменные |  |                                                             |                                                             | семейство Ситниковые |  |                                           |                                           |                     |  |  |  |                     |
|  |                                      |  | ещё 44 порядка цветковых растений (согласно Системе APG II) | ещё 44 порядка цветковых растений (согласно Системе APG II) |                      |  |                                           | ещё 6 родов                               | ещё 6 родов         |  |  |  |                     |
|  |                                      |  |                                                             | ещё 44 порядка цветковых растений (согласно Системе APG II) |                      |  |                                           |                                           | ещё 6 родов         |  |  |  |                     |